# Paola Núñez
Paola Núñez Rivas (Tecate, Baja California, 8 de abril de 1978) es una actriz mexicana. Se dio a conocer gracias a su papel de Bárbara «Barbie» Bazterrica en Amor en custodia (2005), de TV Azteca, y por interpretar a Evelyn Marcus en la serie de Netflix Resident Evil (2022).
Ha aparecido en telenovelas como Las Juanas (2004), Mientras haya vida (2007), Pasión morena (2009), y Reina de corazones (2014). En cine, ha intervenido en cintas como Deseo (2013), Detrás del poder (2013), El más buscado (2014), y El cumple de la abuela (2015).

## Biografía y carrera

### Primeros años
Se preparó como actriz en el CEFAC, una escuela de actuación perteneciente a la televisora TV Azteca. Mientras estudiaba, en 1991 comenzó su carrera a los trece años de edad, presentándose en obras de teatro, y cuatro años después, en 1995, empezó a participar en la televisión.

### Incursión actoral
En 2005, se dio a conocer con el papel de "Bárbara Bazterrica" en la telenovela, Amor en custodia. Sin embargo, también ha colaborado en otras telenovelas (de TV Azteca, principalmente) como son: Las Juanas, Pasión morena y Destino.
En 2007, protagonizó la telenovela Mientras haya vida, al lado de Saúl Lisazo, Margarita Rosa de Francisco, Romina Gaetani y Andrés Palacios. El mismo año, se unió a la causa de Greenpeace para concienciar a la población sobre el calentamiento global.
También ha sido portada de varias revistas de circulación nacional en México como GQ.
En 2009, protagonizó la telenovela Pasión morena, adaptación de lo que fue la telenovela argentina Yago, pasión morena, al lado de Víctor González, Fernando Ciangherotti y Anette Michel.
En julio de 2010, participó en la obra de teatro Cinco mujeres usando el mismo vestido en México interpretando a Trisha.
En 2013, protagonizó la telenovela Destino, junto con Mauricio Islas y Margarita Gralia.
En 2014, trabajó para la cadena Telemundo, al protagonizar la telenovela estadounidense Reina de corazones, donde compartió créditos con Eugenio Siller y Laura Flores.
En 2017, participa en la serie de western americano The Son, protagonizada por Pierce Brosnan, donde interpreta a una mexicana en pleno desarrollo del descubrimiento del petróleo en Texas y junto a su hermana luchan contra la violencia. La serie se basa en la novela homónima de Philip Meyer.

## Filmografía

### Cine
| Año  | Título                                  | Papel                 | Notas        |
| ---- | --------------------------------------- | --------------------- | ------------ |
| 2004 | Miss Carrusel                           | Claudia               | Cortometraje |
| 2005 | Ver, oír y callar                       | Personaje desconocido |              |
| 2009 | Tres piezas de amor en un fin de semana | Teresa                |              |
| 2010 | Sin ella                                | Alejandra             |              |
| 2010 | Depositarios                            | Verónica              |              |
| 2011 | Los inadaptados                         | Lucrecia              |              |
| 2013 | Deseo                                   | Jovencita             |              |
| 2013 | Detrás del poder                        | Mónica                |              |
| 2014 | Dariela los martes                      | Dariela               |              |
| 2014 | El más buscado                          | Sonia                 |              |
| 2015 | El cumple de la abuela                  | Andrea                |              |
| 2019 | La Boda De La Abuela                    | Andrea                |              |
| 2020 | Bad Boys for Life                       | Rita Secada           |              |
| 2024 | Bad Boys: Ride or Die                   | Rita Secada           |              |

### Televisión
| Año       | Título                                | Papel                                     | Notas                 |
| --------- | ------------------------------------- | ----------------------------------------- | --------------------- |
| 2001-2002 | Como en el cine                       | Karen                                     |                       |
| 2003-2004 | Mirada de mujer, el regreso           | Diana                                     |                       |
| 2004-2005 | Las Juanas                            | Juana Micaela Matamoros Galeano           |                       |
| 2005-2006 | Amor en custodia                      | Bárbara «Barbie» Bazterrica Achaval-Urien |                       |
| 2007-2008 | Mientras haya vida                    | Elisa Montero                             |                       |
| 2009-2010 | Pasión morena                         | Morena Madrigal Rueda                     |                       |
| 2013      | Destino                               | Valeria González                          |                       |
| 2014      | Reina de corazones                    | Reina Ortiz                               |                       |
| 2014      | Palabra de ladrón                     | Julia Lagos                               |                       |
| 2016-2024 | Abandonados, Asia: La Ruta del Dragón | Ella misma                                | Presentadora, 2 temp. |
| 2017      | The Son                               | María García                              |                       |
| 2017-2018 | La Hermandad                          | Natalia Alagon                            |                       |
| 2019      | La reina del sur 2                    | Manuela Cortés                            |                       |
| 2019      | The Purge                             | Esme Carmona                              |                       |
| 2022      | Resident Evil                         | Evelyn Marcus                             |                       |
| 2023      | The Fall of the House of Usher        | Dr. Alessandra Ruiz                       |                       |

### Teatro
| Año  | Título                                  | Papel  | Notas |
| ---- | --------------------------------------- | ------ | ----- |
| 2004 | Las princesas y sus príncipes           | Ariel  |       |
| 2010 | Cinco mujeres usando el mismo vestido   | Trisha |       |
| 2012 | Un, dos, tres por mí y todos mis amores | -      |       |

## Premios y nominaciones

### Premios de la Agrupación de Periodistas Teatrales (APT)
| Año  | Categoría               | Obra de Teatro                          | Resultado |
| ---- | ----------------------- | --------------------------------------- | --------- |
| 2012 | Mejor actriz de comedia | Un, dos, tres por mí y todos mis amores | Ganadora  |

### Premios Bravo
| Año  | Categoría               | Telenovela       | Resultado |
| ---- | ----------------------- | ---------------- | --------- |
| 2006 | Mejor actriz revelación | Amor en custodia | Ganadora  |

### Diosas de Plata
| Año  | Categoría           | Película          | Resultado |
| ---- | ------------------- | ----------------- | --------- |
| 2006 | Revelación femenina | Ver, oír y callar | Nominada  |

### Miami Life Awards
| Año  | Categoría                | Telenovela         | Resultado |
| ---- | ------------------------ | ------------------ | --------- |
| 2015 | Mejor actriz protagónica | Reina de corazones | Ganadora  |

### Premios Tu Mundo
| Año  | Categoría                      | Telenovela         | Resultado |
| ---- | ------------------------------ | ------------------ | --------- |
| 2015 | Protagonista favorita - Novela | Reina de corazones | Nominada  |